# Die PARTEI

Logo Die PARTEI

Partia, właśc. Partia na rzecz Pracy, Praworządności, Ochrony Zwierząt, Promocji Elit i Inicjatyw Oddolnej Demokracji (niem. Die PARTEI, właśc. Partei für Arbeit, Rechtstaat, Tierschutz, Elitenförderung und basisdemokratische Initiative) – niemiecka satyryczna partia polityczna.
Ugrupowanie w 2004 założył Martin Sonneborn, redaktor naczelny satyrycznego czasopisma „Titanic”. Partia zaczęła brać udział w różnych wyborach, głosząc postulaty żartobliwe i satyryczne (m.in. propozycję budowy muru wokół Szwajcarii) oraz hasła wzajemnie sprzeczne (np. w 2014 startowała ze sloganem „Tak dla Europy, nie dla Europy”).
W 2013 ugrupowanie zdobyło pierwszy mandat w samorządzie, wprowadzając radnego do rady miejskiej Lubeki. W 2014 Die PARTEI wystartowała w wyborach europejskich przeprowadzanych po raz pierwszy bez obowiązującego progu wyborczego. Wynik na poziomie 0,63% pozwolił na uzyskanie jednego miejsca w Parlamencie Europejskim VIII kadencji. Deputowanym został Martin Sonneborn, który zapowiedział, że mandat przez całą kadencję będzie w miesięcznych odstępach przekazywany na rzecz kolejnego kandydata (do czego jednak nie doszło). W 2019 i 2024 ugrupowanie wprowadzało po dwóch przedstawicieli do Europarlamentu kolejnych kadencji.
W listopadzie 2020 do ugrupowania dołączył pierwszy deputowany Bundestagu – należący wcześniej do SPD Marco Bülow.